# Aspidogyne
Aspidogyne ist eine Gattung aus der Familie der Orchideen (Orchidaceae). Sie besteht aus etwa 78 Arten krautiger Pflanzen, die im tropischen Amerika beheimatet sind.

## Beschreibung
Die Arten der Gattung Aspidogyne bilden ein kriechendes Rhizom, das an den Nodien bewurzelt ist. Die aufsteigenden Sprosse tragen die Laubblätter in einer lockeren Rosette, die Internodien sind nicht stark gestaucht. Die Blätter sind breit bis schmal oval geformt und deutlich gestielt. Der Blattgrund umfasst den Spross.
Der traubige Blütenstand erscheint endständig. Die Blütenstandsachse ist behaart und wird von wenigen Hochblättern umfasst. Die Tragblätter sind etwa so lang wie Fruchtknoten und der kurze Blütenstiel zusammen. Die Blüten sind resupiniert, die Blütenblätter sind frei. Die drei Sepalen sind etwa gleich geformt und gleich groß, auf der Außenseite behaart. Die seitlichen Petalen liegen dicht am oberen Petal an und formen eine Röhre oder Haube. Die Lippe bildet an der Basis einen langen Sporn. Die Lippe ist zweigeteilt: der basale Teil, das Hypochil, ist leicht schüsselförmig und dicht an der Säule anliegend. Der vordere Teil, das Epichil, ist nach unten zurückgebogen. Die Säule ist länglich geformt, auffällig ist das große Trenngewebe zwischen Narbe und Staubblatt (Rostellum). Auf der Unterseite der Säule befinden sich zwei dicht beieinander liegende Narbenflächen. Das einzige fruchtbare Staubblatt enthält zwei Pollinien, die über jeweils ein Stielchen mit der Klebscheibe (Viscidium) verbunden sind.

## Vorkommen
Aspidogyne ist im tropischen Amerika verbreitet. Im Norden wird noch Guatemala und Honduras besiedelt, im Süden reicht das Areal bis nach Paraguay und ins nördliche Argentinien. Die Arten wachsen in der Humusschicht von feuchten Wäldern, gelegentlich auch auf moosbewachsenen Felsen.

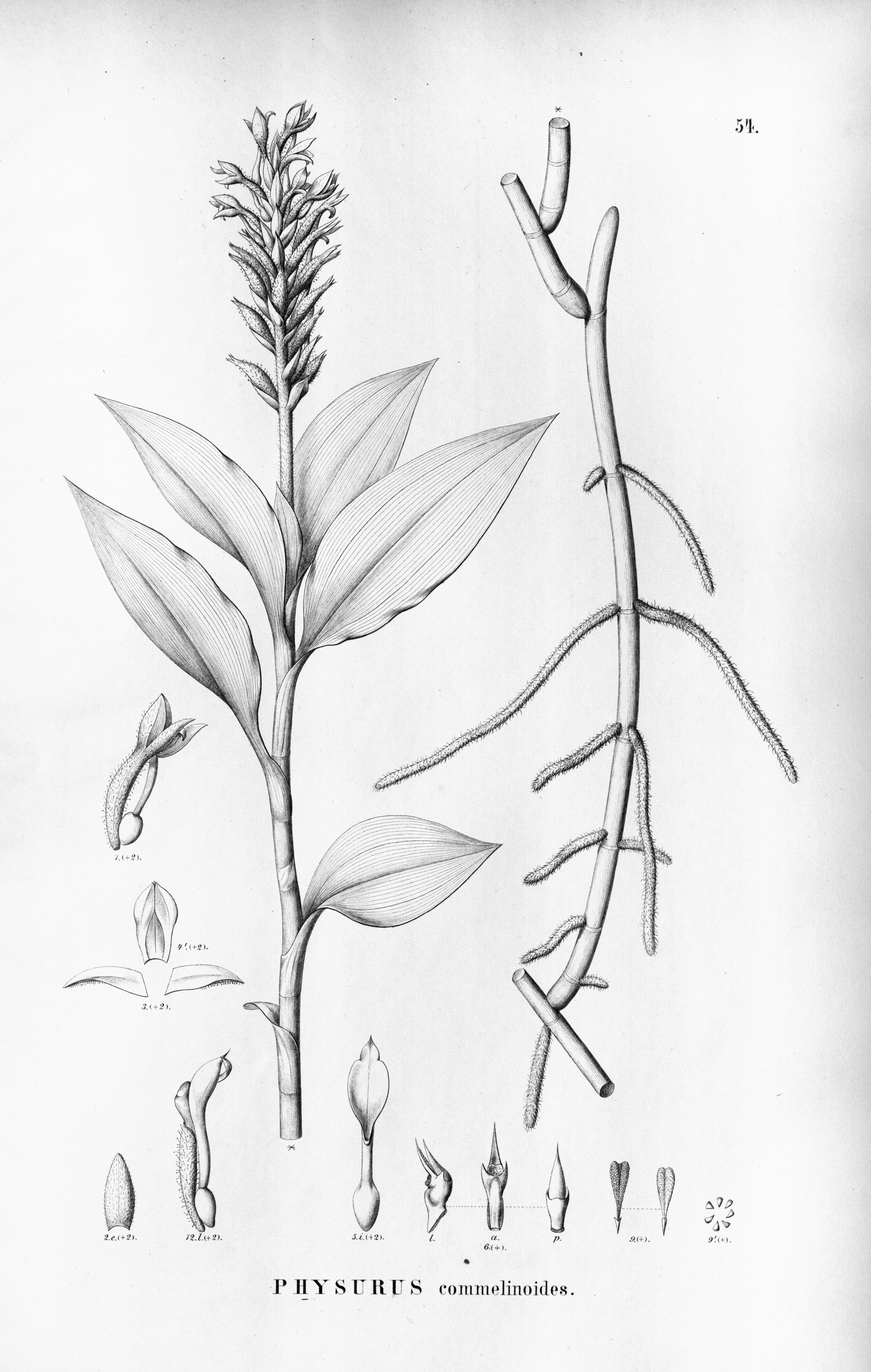
Aspidogyne commelinoides, Illustration

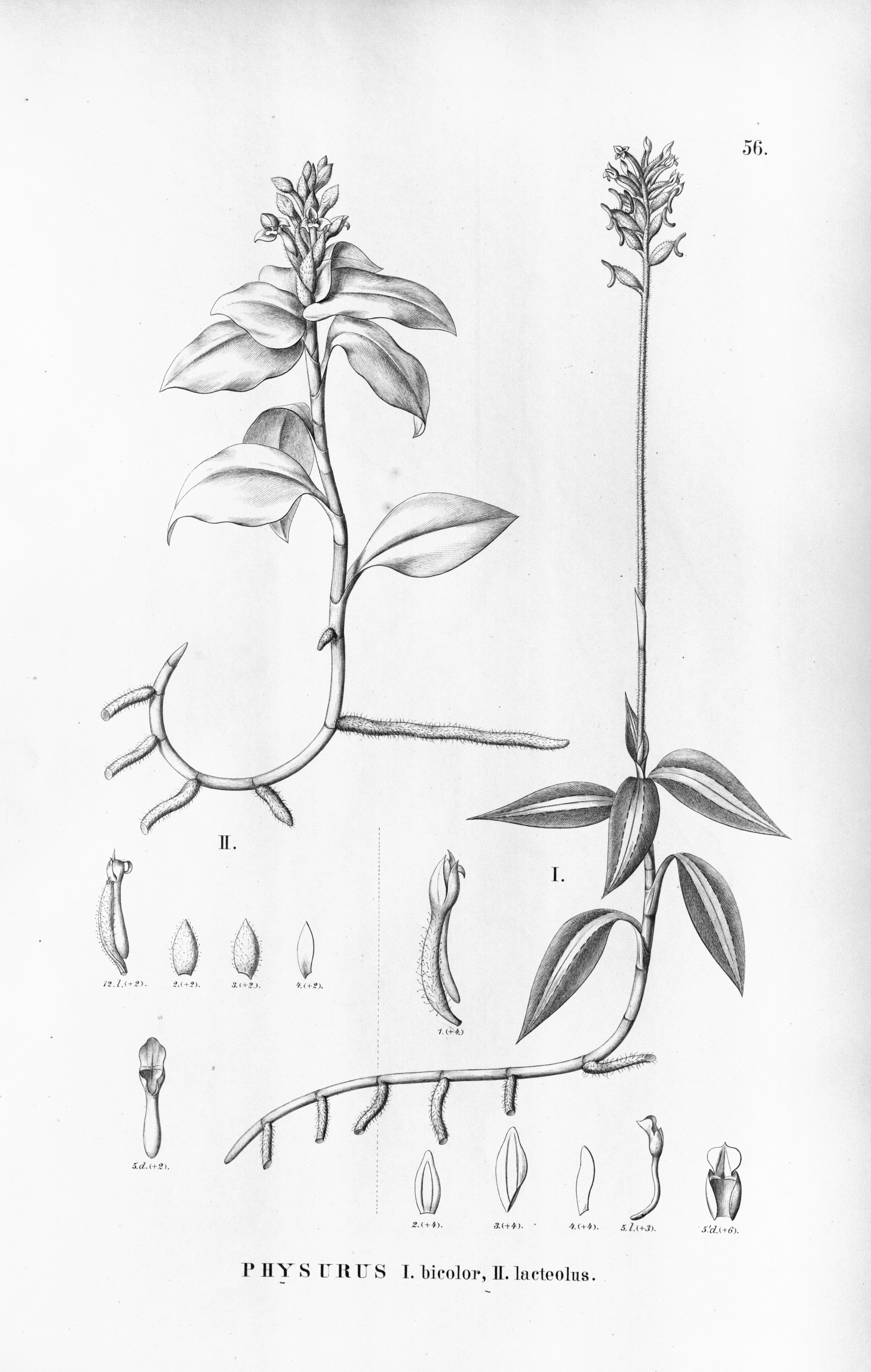
Illustration von:I Aspidogyne decora (Fig.I, rechts) und Aspidogyne hylibates (Fig. II, links)

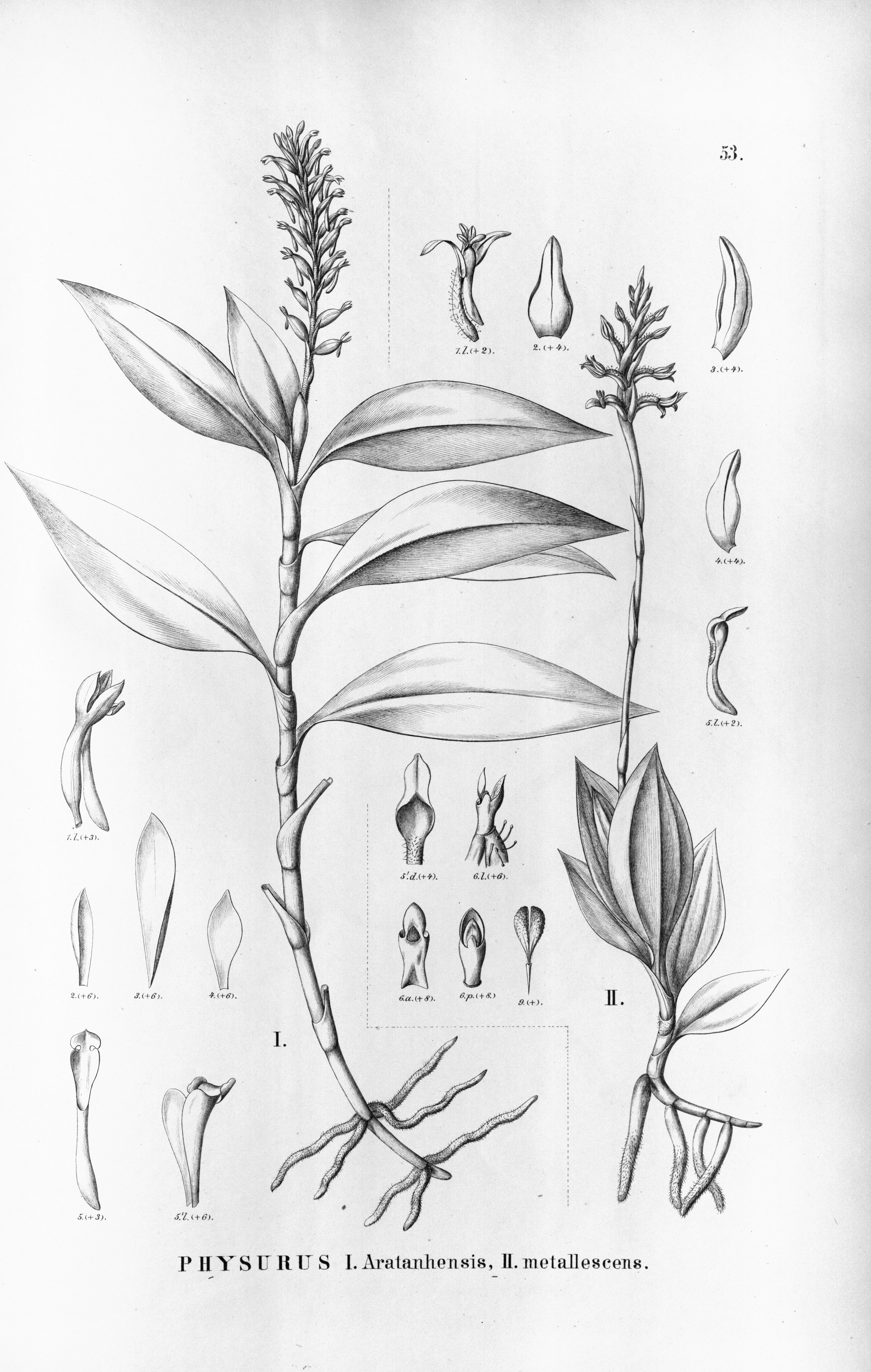
Illustration von: Aspidogyne foliosa (Fig. I, links) und Aspidogyne metallescens (Fig. II, rechts)

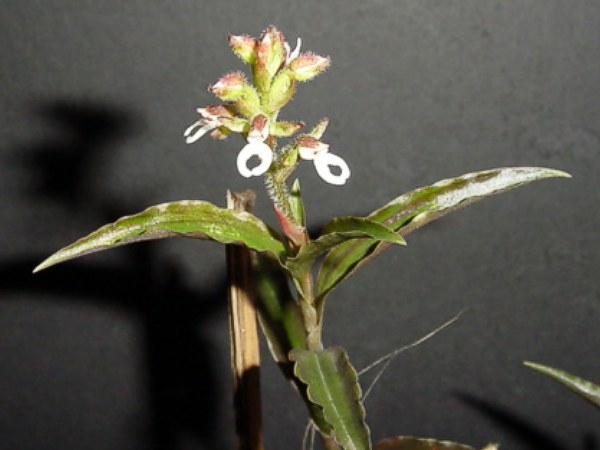
Aspidogyne stigmatoptera

## Systematik und botanische Geschichte
Aspidogyne wird innerhalb der Tribus Cranichideae in die Subtribus Goodyerinae eingeordnet. Nach Dressler lässt sich diese weiter in zwei Gruppen unterteilen; Aspidogyne steht zusammen mit der Mehrzahl der Gattungen, die nicht zwei deutlich getrennte Narbenflächen aufweisen. Verwandte Gattungen sind die ebenfalls in Südamerika verbreiteten Kreodanthus und Microchilus.
Die Gattung Aspidogyne wurde 1977 von Leslie Garay in Bradea; Boletim do Herbarium Bradeanum Band 2, Teil 28, Seite 200 aufgestellt. Als Typusart wählte er die bis dahin als Pelexia foliosa Poepp. & Endl. bezeichnete Aspidogyne foliosa (Poepp. & Endl.) Garay.
78 Arten werden zu Aspidogyne gezählt:
- Aspidogyne alajuelae (Ormerod) Meneguzzo: Costa Rica
- Aspidogyne amazonica (Garay) Meneguzzo: Venezuela
- Aspidogyne argentea (Vell.) Garay: Brasilien und Paraguay
- Aspidogyne bicornuta (Cogn.) Meneguzzo: Nördliches Brasilien
- Aspidogyne bidentifera (Schltr.) Garay: Brasilien, Argentinien und Paraguay
- Aspidogyne boliviensis (Cogn.) Garay: Kolumbien, Ecuador, Bolivien und Peru
- Aspidogyne brachyrrhyncha (Rchb.f.) Garay: Nordwestliches Venezuela
- Aspidogyne bruxelii (Pabst) Garay: Südliches Brasilien und nordöstliches Argentinien
- Aspidogyne caraguatatubensis M.R.Miranda, Engels & E.C.Smidt: Brasilien
- Aspidogyne carauchana Ormerod: Kolumbien
- Aspidogyne chocoensis Ormerod: Kolumbien
- Aspidogyne clavigera (Rchb.f.) Meneguzzo: Südliches Mexiko bis tropisches Südamerika. Es gibt zwei Varietäten.
- Aspidogyne commelinoides (Barb.Rodr.) Garay: Brasilien
- Aspidogyne confusa (C.Schweinf.) Garay: Kolumbien und nördliches Südamerika
- Aspidogyne costaricensis Ormerod & M.A.Blanco: Costa Rica
- Aspidogyne cruciformis Ormerod: Bolivien
- Aspidogyne debilis (Lindl.) Meneguzzo: Kolumbien, Bolivien, Brasilien, Argentinien und Paraguay
- Aspidogyne decora (Rchb.f.) Garay & G.A.Romero: Brasilien und Paraguay
- Aspidogyne diaphana Szlach. & Kolan.: Kolumbien
- Aspidogyne fimbrillaris (B.S.Williams) Garay: Brasilien
- Aspidogyne foliosa (Poepp. & Endl.) Garay: Tropisches Südamerika
- Aspidogyne gavilanensis (Ormerod & G.A.Romero) Meneguzzo: Venezuela
- Aspidogyne gigantea (Dodson) Ormerod: Ecuador
- Aspidogyne goaltalensis Ormerod: Ecuador
- Aspidogyne grandis (Ormerod) Ormerod: Panama
- Aspidogyne grayumii Ormerod: Costa Rica
- Aspidogyne harlingii Ormerod: Ecuador
- Aspidogyne herzogii (Schltr.) Ormerod: Bolivien
- Aspidogyne hylibates (Rchb.f.) Garay: Südöstliches Brasilien
- Aspidogyne hyphaematica (Rchb.f.) Garay: Nordwestliches Venezuela
- Aspidogyne jamesonii (Garay) Meneguzzo: Kolumbien und Ecuador
- Aspidogyne juruenensis (Hoehne) Meneguzzo: Tropisches Südamerika bis Argentinien
- Aspidogyne jussariensis Ormerod: Brasilien
- Aspidogyne kuczynskii (Porsch) Garay: Brasilien bis nordöstliches Argentinien
- Aspidogyne lindleyana (Cogn.) Garay: Brasilien, Argentinien und Paraguay
- Aspidogyne longibracteata (Soroka) Ormerod: Ecuador
- Aspidogyne longicornu (Cogn.) Garay: Brasilien, Guayana, Suriname und Französisch-Guayana
- Aspidogyne lutea (Garay) Meneguzzo: Ecuador
- Aspidogyne macarenae (Ormerod) Meneguzzo: Kolumbien
- Aspidogyne malmei (Kraenzl.) Garay: Südliche Brasilien, Argentinien
- Aspidogyne mendoncae (Brade & Pabst) Ormerod: Brasilien
- Aspidogyne metallescens (Barb.Rodr.) Garay: Brasilien
- Aspidogyne miravalleana Szlach. & Kolan.: Kolumbien
- Aspidogyne misera (Ormerod) Ormerod: Peru
- Aspidogyne mosaica Ormerod: Kolumbien und Ecuador
- Aspidogyne multifoliata (C.Schweinf.) Garay: Guayana, Ecuador, Peru
- Aspidogyne mystacina (Rchb.f.) Garay: Tropisches Südamerika
- Aspidogyne pachysepala (Ormerod) Meneguzzo: Kolumbien
- Aspidogyne pedicellata (Cogn.) Meneguzzo: Brasilien und Paraguay
- Aspidogyne peruviana (Garay) Meneguzzo: Peru
- Aspidogyne peteriana (Cogn.) Meneguzzo: Kolumbien, Guayana, Suriname und Französisch-Guayana
- Aspidogyne platensis (Hauman) Meneguzzo: Südöstliche Brasilien, Paraguay und nordöstliches Argentinien
- Aspidogyne popayanensis Ormerod: Kolumbien
- Aspidogyne pumila (Cogn.) Garay: Trinidad bis tropisches Südamerika
- Aspidogyne querceticola (Lindl.) Meneguzzo: Südöstliche Vereinigte Staaten bis tropisches Amerika
- Aspidogyne rariflora (Lindl.) Garay: Kolumbien und nordwestliches Venezuela
- Aspidogyne reddenii Ormerod & Carnevali: Die 2018 erstbeschriebene Art kommt in Guayana vor.[2]
- Aspidogyne repens (Poepp. & Endl.) Garay: Peru und nördliches Brasilien
- Aspidogyne robusta (C.Schweinf.) Garay: Kolumbien Guayana, Venezuela
- Aspidogyne rosea (Lindl.) Meneguzzo: Westliches Südamerika, Brasilien, Argentinien und Paraguay
- Aspidogyne roseoalba (Dressler) Ormerod: Costa Rica und Panama
- Aspidogyne rotundifolia (Ormerod) Ormerod: Peru
- Aspidogyne schlechteriana (Hoehne) Meneguzzo: Brasilien
- Aspidogyne serripetala (Garay) Garay: Mexiko und Kolumbien
- Aspidogyne stenocentron (Schltr.) Szlach. & Kolan.: Kolumbien, Peru
- Aspidogyne steyermarkii Carnevali & Foldats: Venezuela
- Aspidogyne stictophylla (Schltr.) Garay: Mexiko bis Panama
- Aspidogyne stigmatoptera (Rchb.f.) Meneguzzo: Tropisches Südamerika
- Aspidogyne sumacoensis Ormerod: Ecuador
- Aspidogyne tribouillieri Archila, Chiron & Szlach.: Guatemala
- Aspidogyne tuerckheimii (Schltr.) Garay: Guatemala bis Ecuador
- Aspidogyne tulamengensis Ormerod & Carnevali: Die 2018 erstbeschriebene Art kommt in Guayana vor.[2]
- Aspidogyne umbraticola (Garay) Meneguzzo: Südöstliches Kolumbien, Peru, Bolivien
- Aspidogyne unicornis (Ormerod) Meneguzzo: Venezuela
- Aspidogyne utriculata (Dressler) Szlach.: Costa Rica
- Aspidogyne venustula (Ames) Meneguzzo: Mexiko bis Ecuador
- Aspidogyne vesiculosa Ormerod: Venezuela
- Aspidogyne zonata Ormerod: Kolumbien